# Ook honden gaan naar de hemel
Ook honden gaan naar de hemel (Originele titel: All Dogs Go to Heaven) is een Brits-Iers-Amerikaanse animatiefilm uit 1989 onder regie van Don Bluth, bijgestaan door Gary Goldman en Dan Kuenster.

## Verhaal
Charlie B. Barkin ontsnapt uit de gevangenis met de hulp van zijn beste vriend Itchy. Als Charlie terugkeert naar zijn oude stek, heeft Carface daar de leiding genomen. Carface zit niet te wachten op de terugkeer van Charlie en maakt een plan om voorgoed van hem af te zijn. Nadat Charlie vermoord is door Carface, komt hij in de hemel. Daar steelt hij zijn 'levenshorloge' en windt hem opnieuw op, zodat hij terug tot leven komt. Eenmaal terug op aarde bevrijdt Charlie Anne-Marie, een weesmeisje dat met dieren kan praten en door Carface gevangengenomen werd. Charlie en Itchy gebruiken Anne-Maries gave om massa's geld op te strijken met gokken, zodat Charlie en Itchy een eigen bar kunnen beginnen. Anne-Marie is door Charlie in de waan gebracht dat ze dit geld gaan gebruiken voor arme en zieke dieren te helpen, en ze tevens voor haar een gezin gaan zoeken. Charlie en Itchy gebruiken Anne-Marie als afleiding zodat ze de portefeuille van een koppel kunnen stelen. Later brengt Anne-Marie, die niet van het kwaad opzet in deze situatie op de hoogte is, de gestolen portefeuille terug en het klikt met haar en het koppel. Later wanneer Anne-Marie erachter komt dat ze door Charlie en Itchy is gebruikt, verlaat ze hen onmiddellijk, maar wordt als ze net hun vestiging uitloopt, gekidnapt door Carface, die er inmiddels van op de hoogte is dat Charlie nog leeft. Charlie zet alles op alles om Anne-Marie te redden uit de klauwen van Carface. Inmiddels zorgt Itchy dat het koppel waar Anne-Marie eerder de portefeuille terugbracht, naar de plaats des onheils wordt geleid. Ondertussen offert Charie zijn leven op om Anne-Marie te redden van een verdrinkingsdood. Ook Carface komt om het leven in deze strijd doordat hij is opgegeten door een Mississippialligator. Anne-Marie en Itchy wonen hierna in bij het koppel van de portefeuille. Charlie's geest bezoekt Anne-Marie diezelfde avond en stelt haar gerust en neemt afscheid, waarna hij samen met Whippet Angel de hemel binnengaat.

## Rolverdeling
Origineel:
| Acteur                | Personage         |
| --------------------- | ----------------- |
| Burt Reynolds         | Charlie B. Barkin |
| Dom DeLuise           | Itchy Itchiford   |
| Judith Barsi          | Anne-Marie        |
| Melba Moore           | Whippet Angel     |
| Candy Devine          | Vera              |
| Charles Nelson Reilly | Killer            |
| Vic Tayback           | Carface           |
| Rob Fuller            | Harold            |
| Earleen Carey         | Kate              |
| Anna Manahan          | Stella Dallas     |
| Nigel Pegram          | Sir Reginald      |
| Loni Anderson         | Flo               |
| Ken Page              | King Gator        |
| Godfrey Quigley       | Terrier           |

Nederlandse nasynchronisatie:
| Acteur                 | Personage         |
| ---------------------- | ----------------- |
| Barry Hay              | Charlie B. Barkin |
| Martin van Waardenberg | Itchy             |
| Lies Schilp            | Anne-Marie        |
| Peter Calicher         | Carface           |
| Dolf Brouwers          | King Gator        |